# Консоль восстановления
Консоль восстановления (англ. Recovery Console) — компонент, включенный в состав Windows 2000, Windows XP и Windows Server 2003. Он предоставляет администраторам средства выполнения ограниченного круга задач с использованием интерфейса командной строки. Его основная задача заключается в том, чтобы позволить администраторам восстанавливать ОС в ситуациях, когда Windows не загружается до состояния графического интерфейса пользователя. Консоль восстановления используется для предоставления доступа к жесткому диску в чрезвычайной ситуации через командную строку. Таким образом, к консоли восстановления можно получить доступ либо через исходный установочный носитель, используемый для установки Windows, либо также можно установить на жесткий диск и добавить в меню NTLDR, однако, полагаясь на последнее, это более рискованно, потому что для этого требуется, чтобы компьютер загрузился до NTLDR.

## Возможности
Консоль восстановления имеет простой интерпретатор командной строки (CLI). Многие из доступных команд похожи на команды, которые обычно доступны в CMD.EXE, а именно: «attrib», «copy», «del» и .т.д.
С помощью консоли восстановления администратор может:
- создавать и удалять каталоги, а также копировать, стирать, отображать и переименовывать файлы
- включать и отключать службы (которые изменяют базу данных управления службами в реестре, вступают в силу, когда система загружается автоматически)
- восстановить файл загрузки, используя команду «bootcfg»
- записать новую MBR на диск, используя команду «fixmbr»
- записать новую MBR тома, используя команду «fixboot»
- форматировать разделы
- расширять файлы из сжатого формата, в котором они хранятся на установочном компакт-диске
- выполнить полное сканирование командой «CHKDSK» для восстановления поврежденных дисков и файлов, особенно если компьютер не может загрузиться должным образом

Доступ к файловой системе в консоли восстановления по умолчанию сильно ограничен. Администратор, использующий консоль восстановления, имеет доступ только для чтения ко всем томам, за исключением загрузочного тома, но даже на томе загрузочного тома имеет доступ только доступ к корневому каталогу и системному каталогу Windows (например, \ WINNT). Это можно настроить, изменив Политики безопасности, чтобы включить файловой системе полный доступ для чтения / записи, включая копирование файлов со съемных носителей (например, с дискет).
Несмотря на то, что она отображается в списке команд, доступных с помощью команды «help», и во многих статьях о консоли восстановления (в том числе созданных самой Microsoft), команда «net» недоступна. Стеки протоколов не загружаются, поэтому невозможно подключиться к общей папке на удаленном компьютере, как подразумевается.